# Caquinte
El Caquinte (o kakinte i també poyenisati) és una llengua originària d'Amèrica parlada per ccentenars de persones de pobles indígenes del Perú. Lingüísticament, el caquinte és part de la branca campa de les llengües arawak meridionals. Les llengües més pròximament emparentades són: l'ashaninca del riu Tambo i el machiguenga del riu Urubamba. En total té 500 parlants i és considerada una llengua amenaçada.
La llengua es parla a llarg dels rius Poyeni, Mayapo, Picha, Yori, Tambo, Agueni i Tsoyeni, amb alguns parlants més en àrees al llarg dels rius Cepo, Sensa i Vitiricaya. Les principals comunitats són Kitepampani, Sensa i Taini al districte de Megantoni (Província de la Convención, Departament de Cusco) i a la comunitat Tsoroja al districte de riu Tambo (Província de Satipo, Departament de Junín).
Viuen majoritàriament fora de l '"economia capitalista regional". Conreen la mandioca com a aliment bàsic de proteïna, sent una comunitat agrícola de subsistència. Tenen una població aproximada de 1.000 persones, amb un contacte extern "esporàdic".